# Tchakhar
Cet article concerne le dialecte tchakhar. Pour le peuple tchakhar, voir Tchakhars. Pour les autres homonymes, voir Chahar.
Le tchakhar, généralement retranscrit en chahar (mongol : ᠴᠠᠬᠠᠷ
ᠠᠮᠠᠨ
ᠠᠶᠠᠯᠭᠤ, VPMC : čaqar aman ayalγu, cyrillique : Цахар аман аялгуу, MNS : Tsakhar aman ayalguu ; chinois simplifié : 察哈尔语 ; chinois traditionnel : 察哈爾語 ; pinyin : cháhā'ěr yǔ) est un dialecte mongol parlé principalement en Mongolie Intérieure, notamment par les Tchakhars, où il est utilisé comme langue mongole standard. Il est proche du mongol khalkha, langue vernaculaire de Mongolie extérieure où il est également parlé dans certaines régions.

## Phonologie

### Voyelles
Les voyelles du tchakhar standard sont :
|         | Antérieure  | Centrale | Postérieure |
| ------- | ----------- | -------- | ----------- |
| Fermée  | i [i] ʏ [ʏ] | ɪ [ɪ]    | ʊ [ʊ] u [ʉ] |
| Moyenne | e [e] œ [œ] | ə [ə]    | ɔ [ɔ] o [ɵ] |
| Ouverte | æ [æ]       |          | a [ɑ]       |

### Voyelles longues et diphtongues
Le tchakhar possède des voyelles longues. Certaines voyelles ne peuvent être que longues. C'est le cas de [eː]. Les voyelles [æː] et [œː] sont issues de diphtongues avec lesquelles elles varient :
xæːr ou xɑær « amour »
ɔŋtʃœː ou ɔŋtʃɔœ « spécial »

### Consonnes
Les consonnes du tchakhar sont:
|               |               | Bilabiale | Dentale | Latérale | Palatale | Vélaire |
| ------------- | ------------- | --------- | ------- | -------- | -------- | ------- |
| Occlusives    | Sourdes       | b [b̥]     | d [b̥]   |          |          | g [g̥]   |
| Occlusives    | Aspirées      | p [pʰ]    | t [tʰ]  |          |          |         |
| Fricatives    | Fricatives    |           | s [s]   |          | ʃ [ʃ]    | x [x]   |
| Affriquées    | Sourdes       |           |         |          | dʒ [d̥͡ʒ̥]  |         |
| Affriquées    | Aspirée       |           |         |          | tʃ [t͡ʃʰ] |         |
| Nasales       | Nasales       | m [m]     | n [n]   |          |          | ŋ [ŋ]   |
| Liquides      | Liquides      |           | r [r]   | l [l]    |          |         |
| Semi-voyelles | Semi-voyelles | w [w]     |         |          | j [j]    |         |

Sechenbataar considère les consonnes palatalisées comme des phonèmes.